# Distrito de Haidian
O Distrito de Haidian (em chinês:  海淀区, transl. Hǎidiàn Qū) é uma subdivisão do município de Pequim, na China .
Localizada a noroeste de Pequim, abriga a maioria das principais universidades da cidade no cluster tecnológico de Zhongguancun, em particular as universidades Qinghua, Beida e Beijiaoda. Inclui muitas empresas de TI e tem a ambição de se tornar o Vale do Silício da China.
O distrito de Haidian cobre uma área de 431km² e inclui o Parque dos Bambus Púrpuros.

## Divisões administrativas
O distrito de Haidian propriamente dito está dividido em 22 subdistritos e 7 cidades.

Subdistritos:
- Subdistrito de Wanshou (万寿路街道)
- Subdistrito de Yongding (永定路街道)
- Subdistrito de Yangfangdian (羊坊店街道)
- Subdistrito de Ganjiakou (甘家口街道)
- Subdistrito de Balizhuang (八里庄街道)
- Subdistrito de Zizhuyuan (紫竹院街道)
- Subdistrito de Beixiaguan (北下关街道)
- Subdistrito de Beitaipingzhuang (北太平庄街道)
- Subdistrito de Xueyuan (学院路街道)
- Subdistrito de Zhongguancun (中关村街道)
- Subdistrito de Haidian (海淀街道)
- Subdistrito de Qinglongqiao (青龙桥街道)
- Subdistrito de Qinghuayuan (清华园街道)
- Subdistrito de Yanyuan (燕园街道)
- Subdistrito de Xiangshan (香山街道)
- Subdistrito de Qinghe (清河街道)
- Subdistrito de Huayuan (花园路街道)
- Subdistrito de Xisanqi (西三旗街道)
- Subdistrito de Malianwa (马连洼街道)
- Subdistrito de Tiancun(田村路街道)
- Subdistrito de Shangdi (上地街道)
- Subdistrito de Shuguang (曙光街道)

Cidades:
- Cidade de Wanliu (万柳地区 / 海淀镇)
- Cidade de Dongsheng (东升地区 / 东升镇)
- Cidade de Wenquan (温泉地区 / 温泉镇)
- Cidade de Sijiqing (四季青地区 / 四季青镇)
- Cidade de Xibeiwang (西北旺地区 / 西北旺镇)
- Cidade de Sujiatuo (苏家坨地区 / 苏家坨镇)
- Cidade de Shangzhuang (上庄地区 / 上庄镇)

## Personalidades associadas a este distrito
Este distrito tinha Wu Qing como representante no Congresso do Povo.
Lu Han (nascido em 1990), cantor e ator chinês.